# Ольга Цепілова
Ольга Цепілова (нар. 1958 р.) — російський соціолог, старший науковий співробітник Російської академії наук.
Вона вивчала соціальні наслідки забруднення в Росії, особливо в закритих ядерних зонах, як-от закрите місто Озерськ на південному Уралі, де знаходиться сумнозвісний ядерний об’єкт «Маяк». Ці дослідження не були схвалені Федеральною службою безпеки (ФСБ), яка звинуватила Ольгу в шпигунстві.
Цепілова з'явилася в списку «Герої довкілля» журналу Time у жовтні 2007 року.